# فیت فورد
 فیت فورد (انگلیسی: Faith Ford؛ زادهٔ ۱۴ سپتامبر ۱۹۶۴) یک هنرپیشه اهل ایالات متحده آمریکا است. وی از سال ۱۹۸۳ میلادی تاکنون مشغول فعالیت بوده‌است.
از فیلم‌ها یا برنامه‌های تلویزیونی که وی در آن نقش داشته است می‌توان به امید و ایمان و پرام اشاره کرد.